# Quimby (Iowa)
Quimby es una ciudad ubicada en el condado de Cherokee en el estado estadounidense de Iowa. En el Censo de 2010 tenía una población de 319 habitantes y una densidad poblacional de 301,88 personas por km².

## Geografía
Quimby se encuentra ubicada en las coordenadas 42°37′45″N 95°38′38″O / 42.62917, -95.64389. Según la Oficina del Censo de los Estados Unidos, Quimby tiene una superficie total de 1.06 km², de la cual 1.06 km² corresponden a tierra firme y (0%) 0 km² es agua.

## Demografía
Según el censo de 2010, había 319 personas residiendo en Quimby. La densidad de población era de 301,88 hab./km². De los 319 habitantes, Quimby estaba compuesto por el 99.37% blancos, el 0% eran afroamericanos, el 0% eran amerindios, el 0.63% eran asiáticos, el 0% eran isleños del Pacífico, el 0% eran de otras razas y el 0% pertenecían a dos o más razas. Del total de la población el 1.25% eran hispanos o latinos de cualquier raza.